# گرماب هرسین

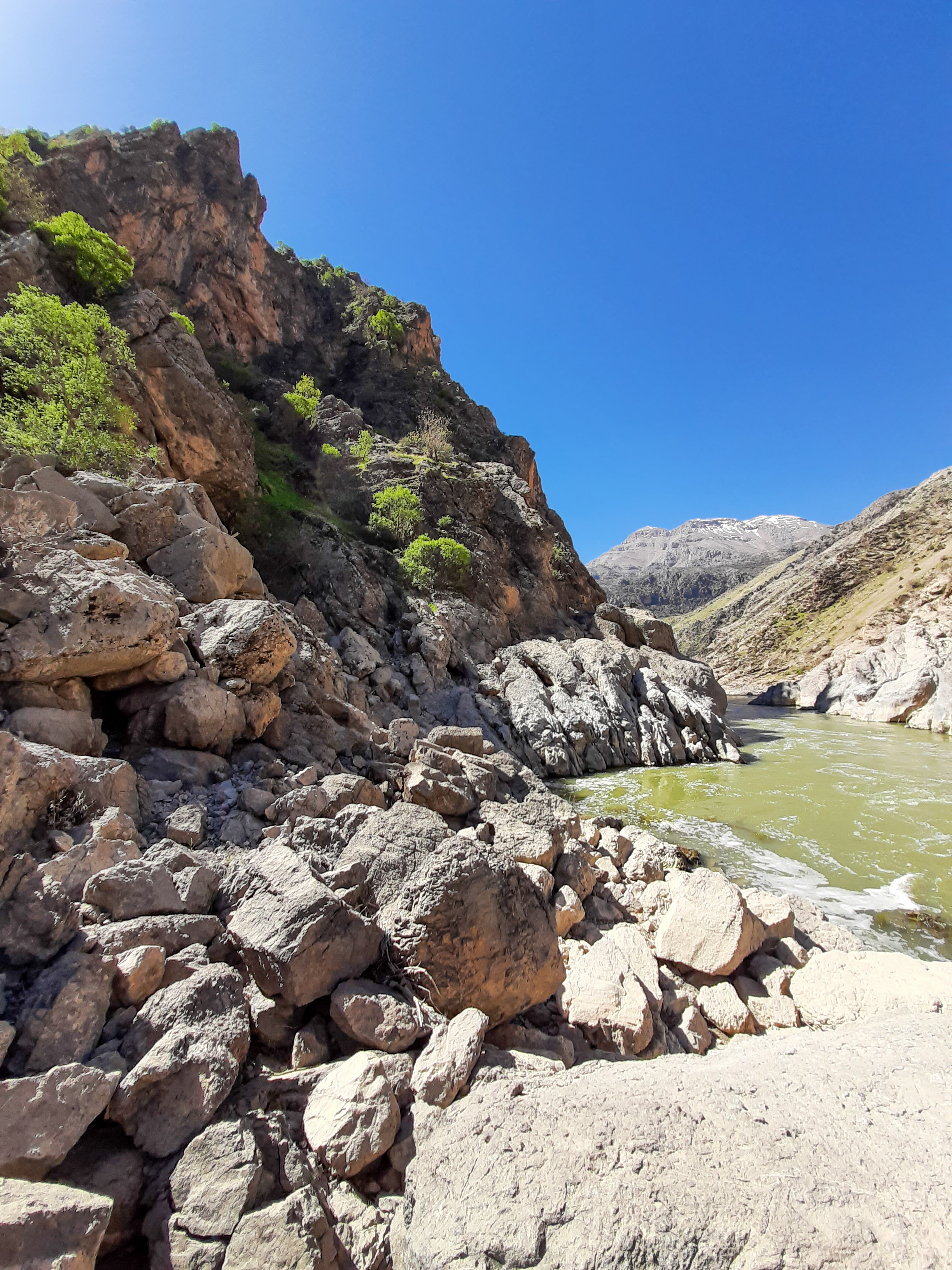

چشمهٔ آبگرم هرسین (به گویش محلی گرماو) یک چشمه از چشمه های آبگرم کرمانشاه است که در بستر محل تلاقی رودهای گاماسیاب و قره سو (شاخه ی گیزه رود شهرستان دلفان استان لرستان )است. دمای آب این چشمه حدود ۴۹–۴۷ درجه سانتیگراد است و جزو یکی از گرم‌ترین آب‌های معدنی دنیاست. این چشمه در منطقه ای باستانی واقع است و آثار تاریخی زیادی را در محوطهٔ آن می‌توان مشاهده کرد. در کتاب‌های محدود و قدیمی می‌توان درباره آن اطلاعاتی به‌دست آورد اما زیباترین تعبیر در کتاب فرهنگ فارسی دکتر محمد معین، صفحهٔ ۱۶۶۱ به چشم می‌خورد که می‌نویسد: «گاماساب از دشت اسدآباد و نهاوند در مقابل کنگاور جاری شده، دهلاقانی کوه را بریده ، تشکیل تنگه‌های باریک متعدد در آن می‌دهد. بعد از آنکه رود دیناور ضمیمه آن می‌گردد، از پای کوه بیستون می‌گذرد و قبل از بیستون به جنوب منحرف می‌گردد و از دره‌های کوچکی عبور می‌کند. سپس سیاه آب یا قره سو ـ که از مشرق کرمانشاه می‌گذرد و پل تنگی دارد که در جاده همدان به کرمانشاه واقع شده ـ بدان ملحق می‌شود. پس از آن از تنگه‌های گله عبور می‌کند. این تنگه‌ها از حیث مناظر طبیعی زیباترین تنگه‌های ایران به شمار می‌رود. این رود (سیمره) در تاریخ قدیم به نام «اوکنی» (ou kni) معروف بود…» لازم است ذکر شود مسیر دسترسی به این چشمه از روستاهای سرخه ده، پاسار و چشمه کبود می‌گذرد و هنوز صعب العبور است از این رو تأمین امنیت منطقه به‌طور کامل انجام نشده و عبور و مرور به سهولت انجام نمی‌شود.